# Juana Coello
Juana Coello (Madrid, 1548 – 1615) fu la moglie di Antonio Pérez, segretario di Stato di Filippo II, nota per aver aiutato il marito ad evadere dal carcere di Madrid quando cadde in disgrazia nei confronti del re.

## Biografia
Ricevette una buona istruzione e si sposò nel 1567, ma presto iniziò la sua sofferenza, dal momento che il marito si rivelò essere un impenitente
donnaiolo. Secondo alcuni storici ebbe una lunga relazione con la  principessa di Eboli favorita del re, cospirando con questa contro Filippo, cosa che costò ad entrambi il carcere.

### Evasione di Antonio Pérez
Juana rese visita al marito in carcere e, dandogli i suoi vestiti, ne facilitò l'evasione, rimanendo nella cella che occupava suo marito. Intraprese diversi viaggi per terra e per mare e nel 1585 si recò in Portogallo per avere un'udienza dal re, ma mentre viaggiava da Aldea Gallega a Lisbona, venne arrestata di nuovo e trasferita nel carcere di Madrid assieme ai suoi sette figli. Vennero tutti trasferiti in una fortezza nella quale rimasero fino al mese di aprile del 1599, quando, dopo la morte di Filippo II venne messa in libertà, mentre i suoi figli rimasero in carcere. 
Da quella data, poco si sa di questa illustre signora; alcuni autori dicono che si recò a Parigi per raggiungere il marito e morì in povertà intorno al 1602, mentre altri dicono che nel 1613 richiese la riabilitazione dei suoi figli, che l' Inquisizione di Saragozza le concesse due anni più tardi.